# Kringelborg
Kringelborg er en herregård fra 1700-tallet i de nordlige udkant af Nykøbing på Falster i Sydøstdanmark. Den blev fredet i 1959.

## Historie
Kringelborg blev oprindeligt kaldt Klingborg (1483). Navnet Kringelborg blev brugt allerede 3 år senere (”Kringelborg huz”) i forbindelse med oprettelsen af Helliggeist Hus i Nykøbing. Sidstnævnte blev omtalt som Nykøbing Hospital og Nykøbing Kloster. I 1485 beordrede kong Hans at Idestrup Kirke og sogn, inklusive Kringelborg, skulle bidrage med grundlæggelsen af hospitalet. Fra 1569 blev Kringelborg drevet som ladegård under Nykøbing Hospital.
I 1766 blev Kringelborg købt af Christian Hincheldey og placeret under Orupgård. Den nuværende bygning blev opført i 1790.
I 1959 blev Kringelborg solgt til Nykøbing Falster Kommune. Jorden blev solgt fra til husbebyggelse. I 1987 blev Kringelborg hovedkvarter for den lokalet afdeling af Hjemmeværnet.

## Arkitektur
Kringelborg er 14 fag lang og opført i bindingsværk med sortmalet tømmer og hvidkalkede tavler. Taget er mansardtag med rød tegl.